# Relações entre Angola e Namíbia
As relações entre Angola e Namíbia referem-se às relações entre os governos da República de Angola e da República da Namíbia.
Em 1999, a Namíbia assinou um pacto de defesa mútua com seu vizinho do norte, Angola. Isto afetou a Guerra Civil Angolana que estava em curso desde a independência de Angola em 1975. O partido no poder na Namíbia, a Organização do Povo do Sudoeste Africano (SWAPO), visava apoiar o partido no poder em Angola, o Movimento Popular de Libertação de Angola (MPLA), contra o movimento rebelde União Nacional para a Independência Total de Angola (UNITA), cujo reduto localizava-se no sul de Angola, na fronteira com a Namíbia. O pacto de defesa permitiu que as tropas angolanas usassem o território namibiano para atacar a UNITA de Jonas Savimbi.
A aliança entre a SWAPO e o MPLA foi formada durante a década de 1960, quando Angola e Namíbia tentavam derrubar regimes coloniais (Império Português e apartheid da África do Sul). A Guerra da Independência da Namíbia coincidiu com a Guerra Civil Angolana por quase vinte e cinco anos. Em Angola, o movimento esquerdista MPLA estava lutando contra o movimento direitista UNITA, que era apoiado pela África do Sul. Na Namíbia, a SWAPO, então um movimento rebelde, estava lutando pela independência da África do Sul. Como MPLA e SWAPO partilhavam um terreno ideológico comum e possuíam um inimigo comum na África do Sul, ambos viriam a cooperar.
A Guerra Civil Angolana resultou na chegada de um grande número de refugiados angolanos à Namíbia. No seu auge, em 2001, havia mais de trinta mil refugiados angolanos na Namíbia. Com uma situação mais calma em Angola, tornou-se possível que muitos deles regressassem com a ajuda do Alto Comissariado das Nações Unidas para os Refugiados (ACNUR) e, em 2004, apenas doze mil e seiscentos permaneciam na Namíbia. Muitos deles residem no campo de refugiados de Osire perto de Otjiwarongo.